# Lindenau-Museum

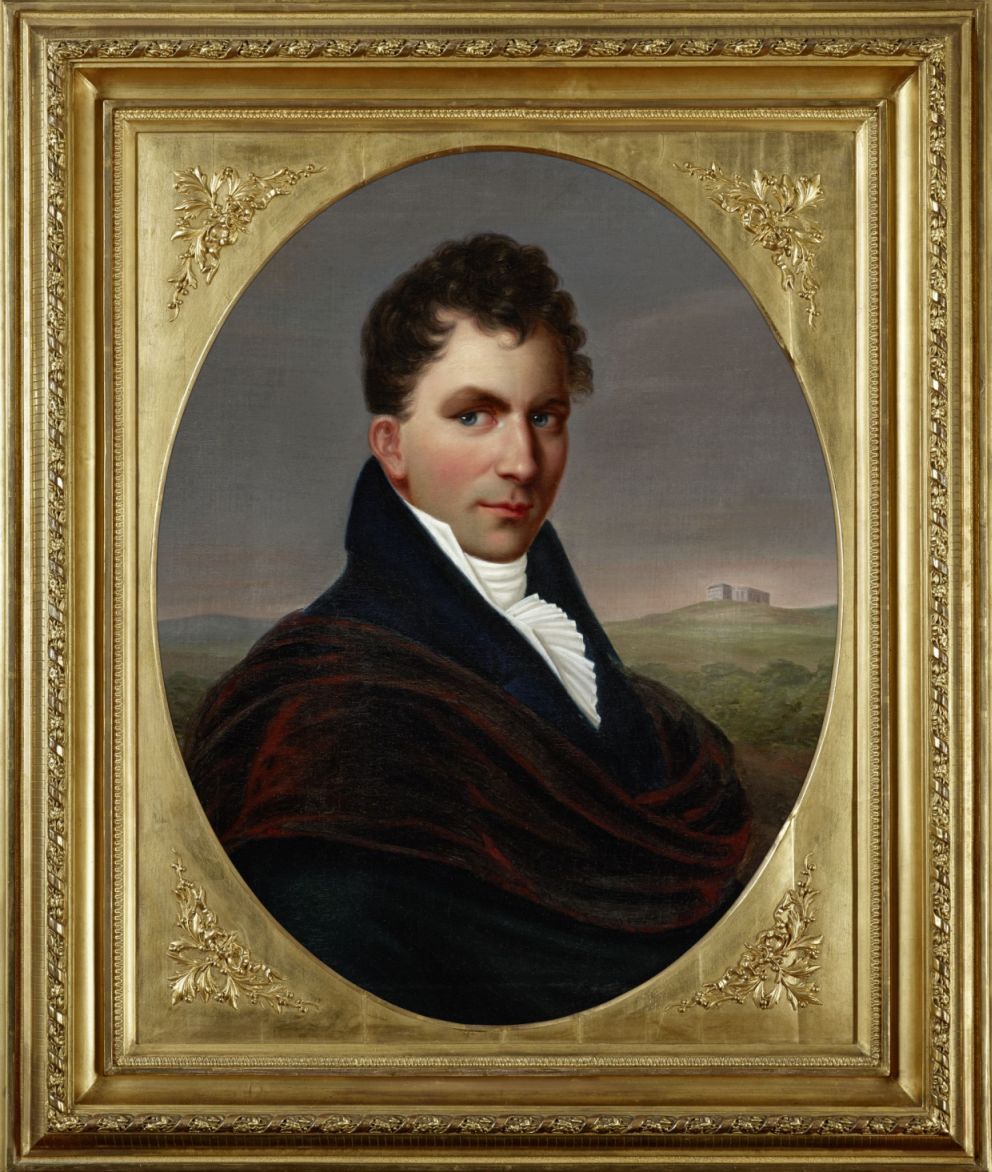
Bernhard August von Lindenau, Ölgemälde von Louise Seidler, um 1811

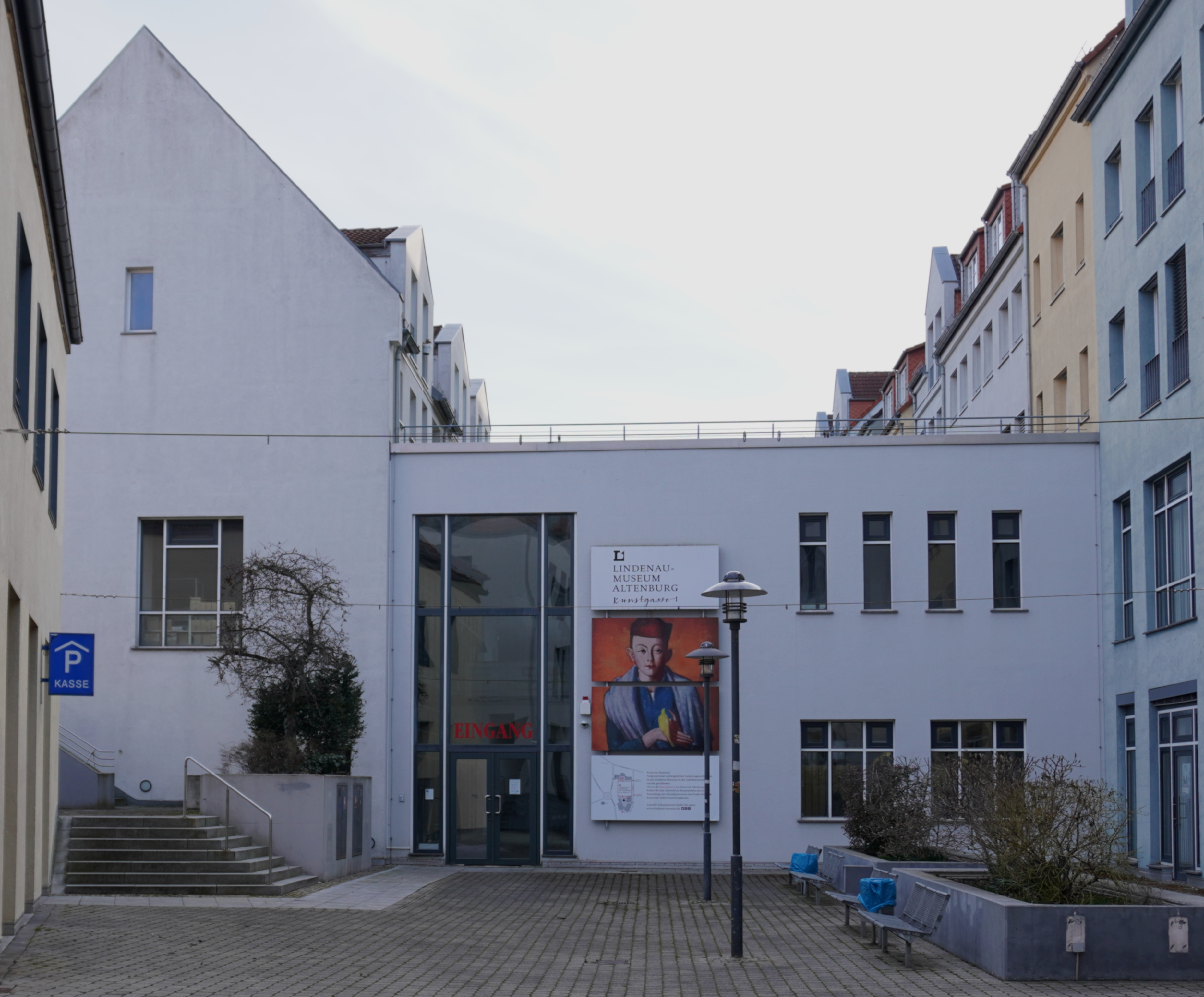
Interim des Lindenau-Museums in der Kunstgasse 1 (2025)

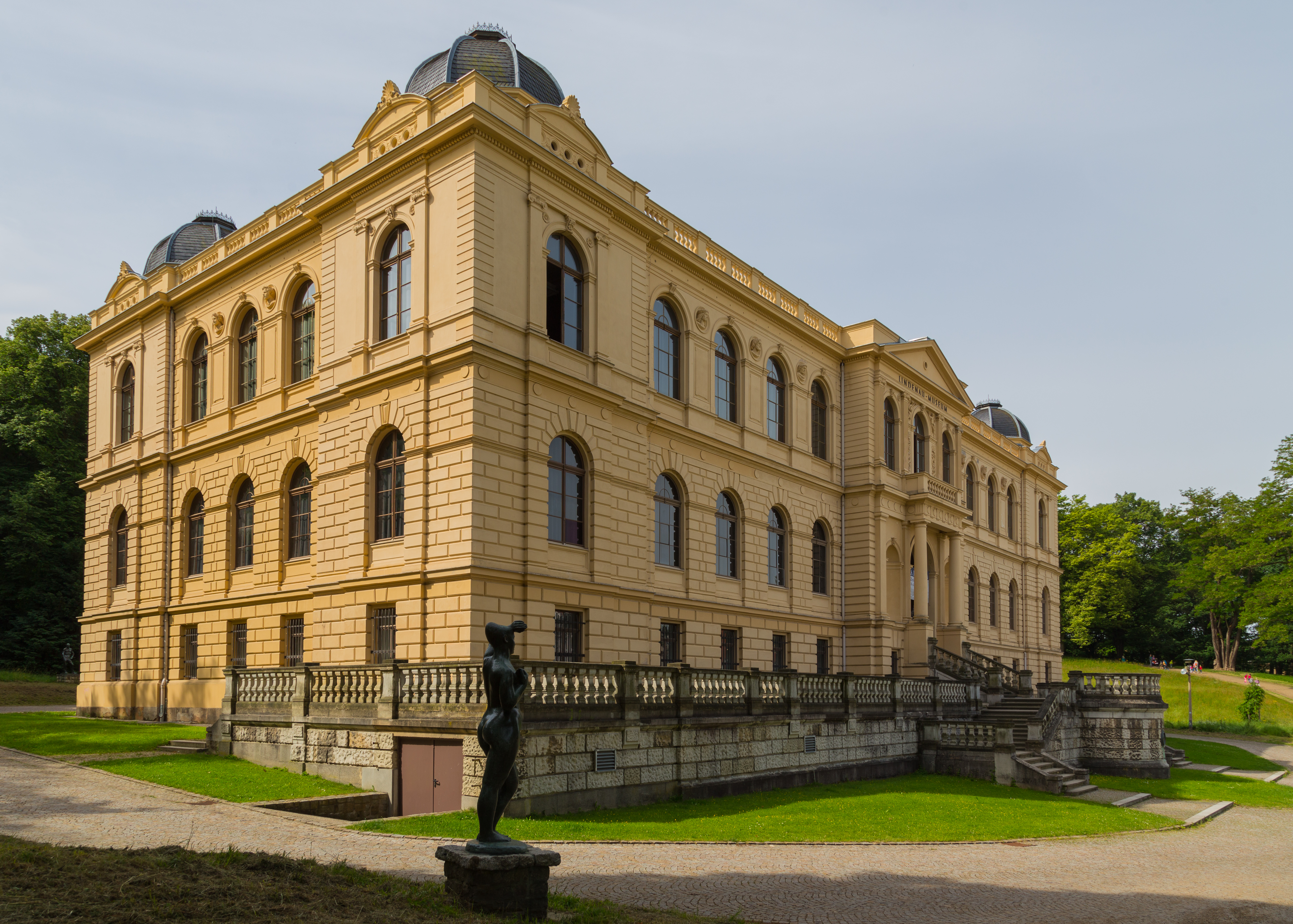
Das Lindenau-Museum (2017)

Das Lindenau-Museum Altenburg beherbergt als kunsthistorisches Museum die Sammlungen des sächsisch-thüringischen Staatsmannes, Gelehrten und Kunstsammlers Bernhard August von Lindenau. Im Jahr 2001 wurde das Kunstmuseum in das Blaubuch, einer Liste national bedeutsamer Kultureinrichtungen in Ostdeutschland, aufgenommen und zählt damit zu den sogenannten kulturellen Leuchttürmen.
Das prachtvolle, unter Denkmalschutz stehende Gebäude wurde 1876 von Julius Robert Enger – einem Schüler Gottfried Sempers – oder Hans Enger errichtet. Seit Januar 2020 wird es saniert und ist geschlossen. Eine kleine Auswahl von Objekten wird seit Juli 2020 übergangsweise in einem Interim in der Kunstgasse 1 in Altenburg gezeigt, Sonderausstellungen finden derweil im Prinzenpalais des Residenzschlosses Altenburg statt.

## Sammlungen
Berühmt ist Lindenaus Sammlung früher italienischer Tafelbilder. Mit 180 Werken besitzt das Lindenau-Museum Altenburg die größte Spezialsammlung außerhalb Italiens, die den internationalen Rang des Museums begründet. Schwerpunkte sind Werke von Meistern aus Siena, Florenz und Umbrien aus dem 13. bis 16. Jahrhundert. Hinzu kommen etwa 300 Gipsabgüsse nach Meisterwerken der griechisch-römischen Antike sowie griechische Vasen, aber auch Kunstwerke aus Ägypten und Mesopotamien, der italienischen Renaissance und des Klassizismus.
Nach dem Machtergreifung der Nationalsozialisten veranlassten diese die Entfernung von „entarteter“ Kunst aus dem Museum. So wurden die expressiven Wandbilder Ernst Müller-Gräfes im Treppenvestibül auf Weisung des Landesleiter der Reichskammer der Bildenden Künste Hans Bauer überklebt, weitere Bilder aus der Ausstellung entfernt.
1937 wurden in der Aktion „Entartete Kunst“ 43 Werke von Heinrich Burkhardt, Lovis Corinth, Ulrich Ertl, Lyonel Feininger, Erich Fraaß, Hans Grundig, Curt Herrmann, Walter Jacob, Adda Kesselkaul, Oskar Moll, Ernst Müller-Gräfe, Paul Neidhardt, Max Pechstein, Edwin Scharff, Paul Sinkwitz, Fritz Tröger und eines unbekannten Plastikers aus der Sammlung entfernt und zu großen Teilen vernichtet.
1968/1969 verkaufte das Lindenau-Museum 196 Künstlerkopien über den Staatlichen Kunsthandel der DDR, lediglich sechs verblieben im Museum. Der größte Teil der Kopien stammte aus Lindenaus Besitz. Mit dem Verkauf wurde gegen dessen Testament verstoßen. Mutmaßlicher Grund waren wohl der Platzmangel im Museum, vor allem aber die geringe Wertschätzung von Künstlerkopien in den 1960er und 1970er Jahren.
Nach dem Zweiten Weltkrieg wurden die Sammlungen unter Direktor Hanns-Conon von der Gabelentz um europäische Malerei des 16. bis 20. Jahrhunderts und deutsche Plastik des 19. und 20. Jahrhunderts erweitert. Das Museum beherbergt zudem eine Graphische Sammlung von etwa 50.000 Blatt, deren Schwerpunkt auf druckgraphischen Mappenwerken aus den 1920er-Jahren (Sammlung Alfred Hoh, Fürth) und auf dem Werk Gerhard Altenbourgs (1926–1989) liegt.
2009 kaufte das Museum mit Unterstützung der Hermann-Reemtsma-Stiftung, der Kulturstiftung der Länder, des Landes Thüringen und weiterer staatlicher Institutionen sowie Geldinstitute mehr als 100 unikale Arbeiten des Künstlers Gerhard Altenbourg. Das Museum besitzt dadurch die größte Altenbourg-Sammlung weltweit.
Durch die Ernst von Siemens Kunststiftung München konnten 2014 zwei der in den 1960er-Jahren verlorenen Künstlerkopien zurückerworben werden: Eine Kopie nach einem Fresko mit der Verkündigung an Maria eines unbekannten Künstlers des 14. Jahrhunderts und vor allem die Kopie der Sixtinischen Madonna. Bernhard August von Lindenau hatte das Bild durch den Dresdner Maler Louis Castelli im Jahr 1847 anfertigen lassen.
Das Lindenau-Museum verfügt seit 2021 als Dauerleihgabe über die von Felix Peltzer (1896–1983) zusammengetragene Sammlung von Gemälden und Zeichnungen der Klassischen Moderne.

## Geschichte
Lindenau trug eine Sammlung von 400 antiken griechischen Vasen und eine historische Kunstbibliothek zusammen, die der Erforschung der Exponate diente und es bis heute tut. Seine Sammlung machte Lindenau bereits 1848 der Öffentlichkeit auf seinem Anwesen Pohlhof in einem von 1845 bis 1846 durch den Leipziger Architekten Albert Geutebrück errichteten Ausstellungsgebäude zugänglich. Seine Nachfahren ließen es 1876 nach dem Umzug in den bis heute genutzten Museumsbau abreißen. Lindenau hatte zugleich eine Kunstschule ins Leben gerufen, die seit 1971 unter dem Namen Studio Bildende Kunst bis heute fortgeführt wird. Dessen Initiatoren und Gründer waren der damalige Direktor des Museums Dieter Gleisberg, Ursula Jobst und Günter Rackwitz. Die enge Verzahnung einer Kunstschule mit einem Museum ist in Deutschland einzigartig.
Bei einer Sanierung des Hauses in den 1990er Jahren wurden die Wandbilder von Ernst Müller-Gräfe vorübergehend freigelegt, dann aber wieder mit Tapeten überklebt.
Nach einer baulichen Sanierung des Gebäudes und Renovierungsarbeiten in den Ausstellungssälen wurde das Museum am 5. November 2006 mit der Sonderausstellung Paris, 158 Boulevard Haussmann (50 italienische Meisterwerke aus dem Musée Jacquemart-André, Paris) wiedereröffnet.
Bis zu ihrem Ruhestand 2012 leitete Jutta Penndorf rund dreißig Jahre das Museum. Ihre Nachfolgerin wurde 2012 die Kunsthistorikerin Julia M. Nauhaus. Zu Beginn des Jahres 2016 war eine Führungskrise des Museums Gegenstand der Kulturberichterstattung. Als Folge der auf die Landrätin Michaele Sojka zurückgeführten Nichtverlängerung des Vertrages der Museumsdirektorin Julia Nauhaus erklärten vier von 16 Mitgliedern des Kuratoriums für den alle zwei Jahre vergebenen Gerhard-Altenbourg-Preis aus Protest ihren Austritt aus dem Kuratorium. Die für 2016 vorgesehene Preisträgerin, die Schweizerin Miriam Cahn, lehnte den Preis „aus verschiedenen Gründen … wohl auch wegen der derzeitigen Querelen“ ab. Julia Nauhaus übernahm im April 2016 die Leitung der Gemäldegalerie und des Kupferstichkabinetts der Akademie der bildenden Künste in Wien. Im August 2016 gab das Museum in einer Pressekonferenz bekannt, dass Roland Krischke, der ehemalige Pressesprecher des Schloss Friedenstein in Gotha, ab November 2016 das Amt des Direktors übernimmt.

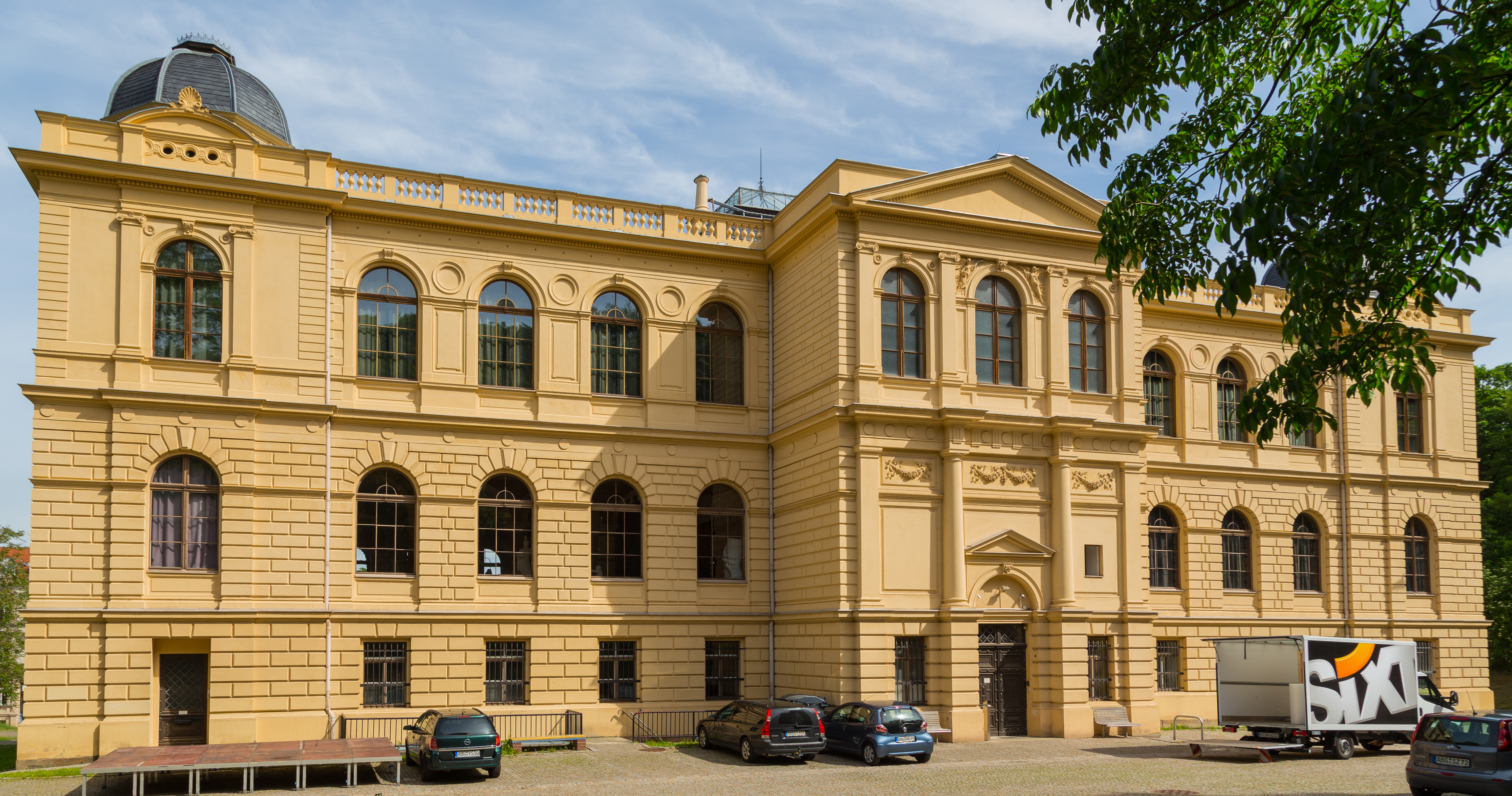
Rückwärtige Ansicht des Lindenau-Museums (2017)

Der schlechte bauliche Zustand des Gebäudes und die damit verbundenen Einschränkungen und Gefährdung der Exponate wurden bereits von der Direktorin Julia Nauhaus angemahnt. 2017 legte der neue Direktor Roland Krischke eine Denkschrift mit dem Titel Der Leuchtturm an der Blauen Flut vor, in der er die Vision entwickelte, in der „eine stärkere Hinwendung zur Kultur, die Herausarbeitung der Alleinstellungsmerkmale eines einzigartigen Schlossparks mit den angrenzenden Gebäuden aus der Residenzzeit Altenburgs, die Profilierung der jeweiligen Sammlungen und eine Stärkung der Infrastruktur“ „der Anfang zur Neuerfindung einer Stadt sein“ könnte, die „über beste Voraussetzungen“ verfüge, „sich zu einem Touristenmagneten zu entwickeln“. Dafür brauche das Lindenau-Museum die Erweiterung um den einstigen herzoglichen Marstall für Sonderausstellungen, Werkstätten, Depots und Programmräume. Im historischen Museumsgebäude selbst sollten ein Aufzug und eine Klimaanlage eingebaut, der Zugang, barrierefrei gestaltet und die veraltete Haustechnik erneuert werden. Außerdem forderte Krischke neue Räume für das Personal und die eng mit der Museumsgeschichte verbundene Kunstschule (heute: studio). Dafür schlug er den Ausbau des Sockelgeschosses vor. Auf dieser Grundlage begannen 2018 die Planungen.
Die erste Entwurfsplanung sorgte im Januar 2022 für heftige Kritik „unter Museums- und Denkmalexperten und in der regionalen Architektenschaft“. Durch die Zerstörung der neubarocken Treppenanlage von 1910 werde dem Gebäude der Sockel entzogen, der dem am Hang errichteten Bau erst die Proportion gebe und verhindere, dass er zu hoch wirke. „Aus der Nähe wirkte die verglaste Foyerhalle unter dem Engler-Bau, als könnte man diesem unter die Röcke sehen“, schrieb die Frankfurter Allgemeine Zeitung dazu. Nach Angaben der Zeitung habe dieser Entwurf nun Widerspruch in der Altenburger Stadtgesellschaft, „unter Museums- und Denkmalexperten und in der regionalen Architektenschaft“ ausgelöst. Die „überfällige Debatte“ führte zu einem eintägigen Expertengespräch im April 2022, als dessen Ergebnis das Verfahren neu aufgesetzt wurde. Ein Gremium aus 14 Fachleuten bestimmte am 10. Februar 2023 mit dem Entwurf des Architekturbüros Hoskins Planungs GmbH nun eine zur Umsetzung empfohlene Vorplanung. Das Berliner Büro setzte sich damit gegen fünf weitere Entwürfe durch. Die Fertigstellung der Sanierung und des Umbaus ist für 2027/28 geplant.
Seit dem 1. Oktober 2020 ist das Lindenau-Museum Teil der Kommunalen Arbeitsgemeinschaft „Altenburger Museen“, ein Zusammenschluss des Lindenau-Museums Altenburg und des Schloss- und Kulturbetriebs Residenzschloss Altenburg.

## Direktoren
- Bernhard August von Lindenau, Museumsgründer, 1845–1853
- Erdmann Julius Dietrich, 1853–1878
- Karl Moßdorf, 1878–1893
- Balduin Richter, 1893–1911
- Otto Pech, 1911–1912
- Albrecht von der Gabelentz, 1912–1933
- Heinrich Mock, 1933–1937
- Walther Scheidig, 1937–1939
- Franz Schmidt, 1939–1945
- Hanns-Conon von der Gabelentz, 1945–1968
- Dieter Gleisberg, 1969–1980
- Jutta Penndorf, 1981–2012
- Julia M. Nauhaus, 2012–2016
- Roland Krischke, seit 2016

## Engagement und Kunstförderung
Der Förderkreis „Freunde des Lindenau-Museums e. V.“ wurde 1994 gegründet. Er ist mit mehr als 200 Mitgliedern einer der größten im Altenburger Land. Die dem Museum angegliederte Kunstschule wird von ihrem Förderverein „Studio Bildende Kunst im Lindenau-Museum Altenburg e. V.“ unterstützt.
Das Lindenau-Museum Altenburg vergibt seit 1998 im zweijährlichen Rhythmus den Gerhard-Altenbourg-Preis, der mit einer Ausstellung im Museum sowie einem Preisgeld verbunden ist und dem Künstler Gerhard Altenbourg gewidmet ist.
Außerdem wird an Absolventen mitteldeutscher Kunsthochschulen ebenfalls im Zweijahresrhythmus der Bernhard-August-von-Lindenau-Förderpreis vergeben. Ziel ist es, damit junge und zeitgenössische Kunst ins Gespräch zu bringen.

## Werke der ständigen Sammlung
(Auswahl)

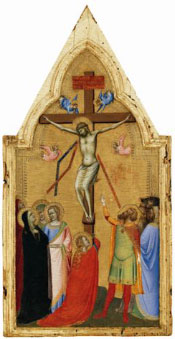
Bernardo Daddi: Kreuzigung Christi
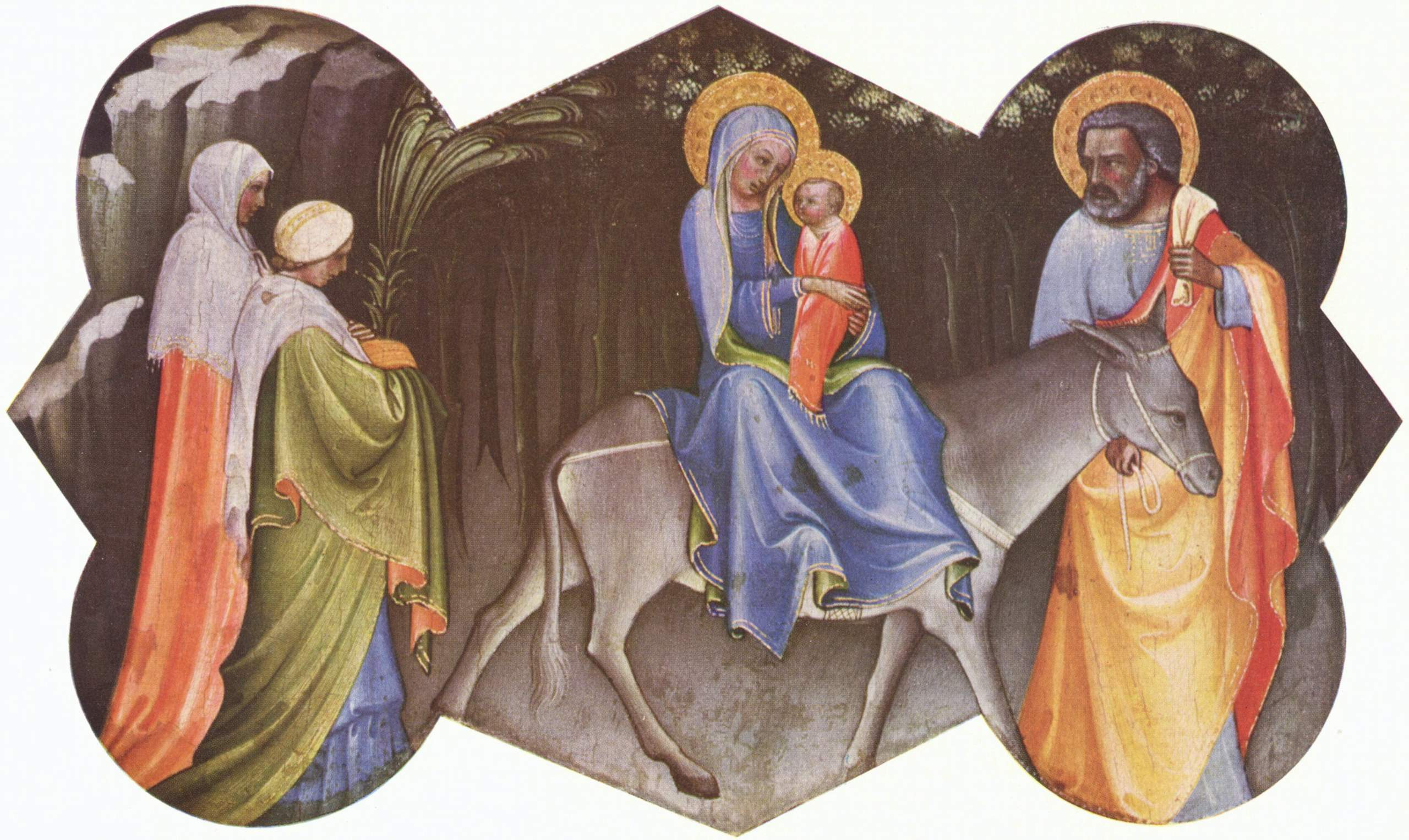
Lorenzo Monaco: Flucht nach Ägypten
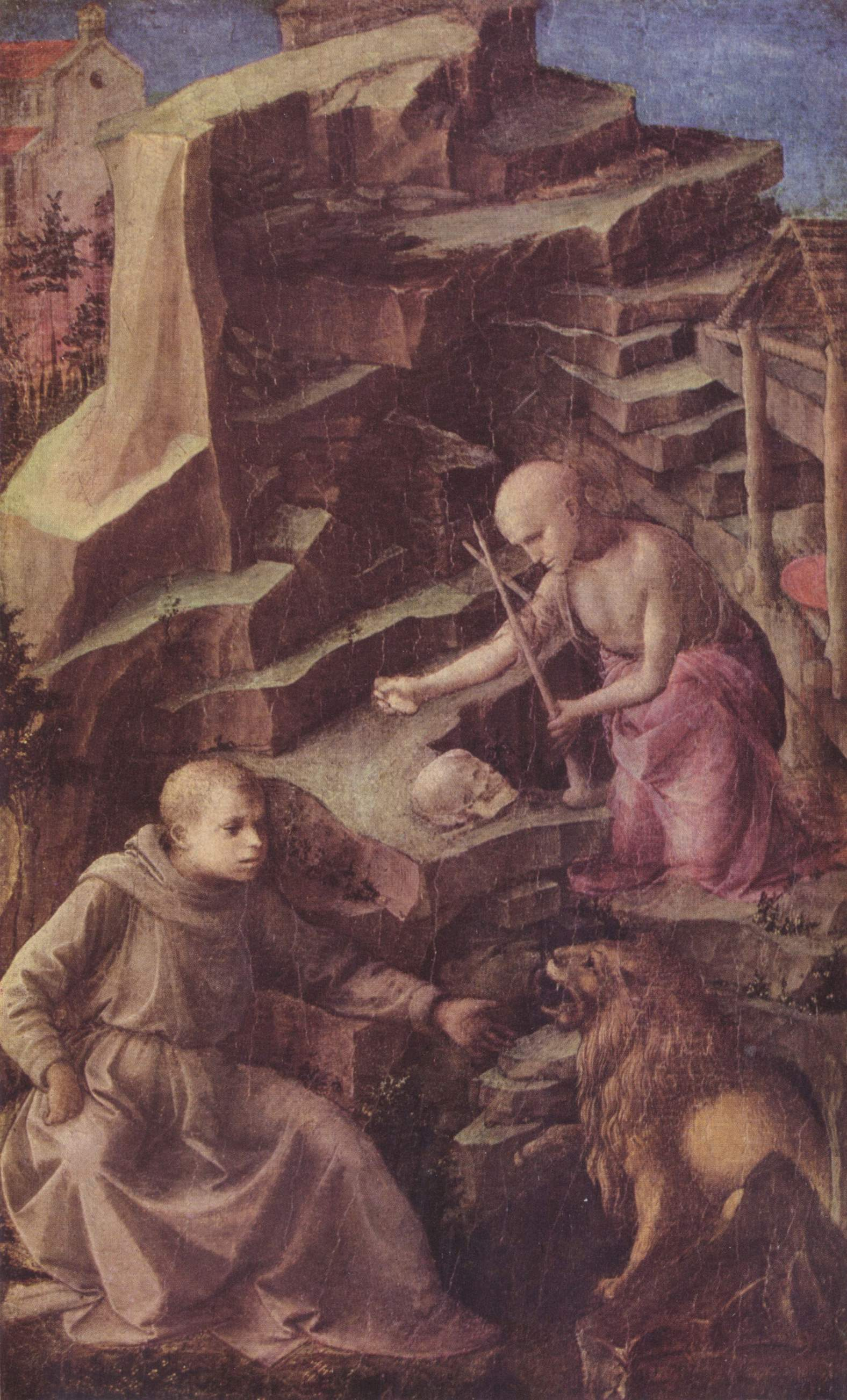
Fra Filippo Lippi: Hl. Hieronymus in der Einöde
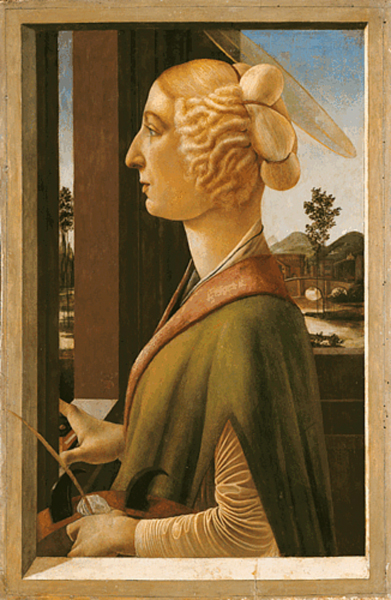
Botticelli: Porträt einer Dame mit den Attributen der Hl. Katherina von Alexandria
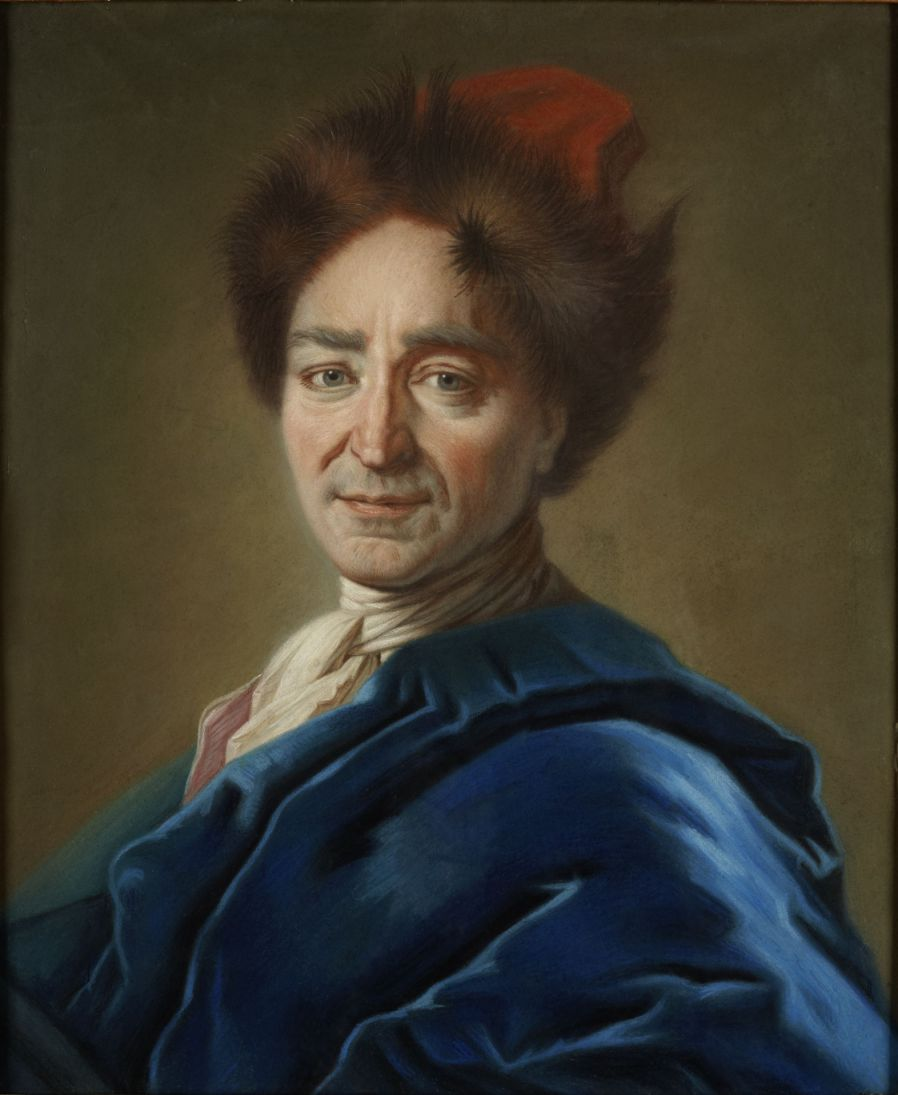
Maurice Quentin de La Tour: Der Maler Jean Nicolas Vernezobre
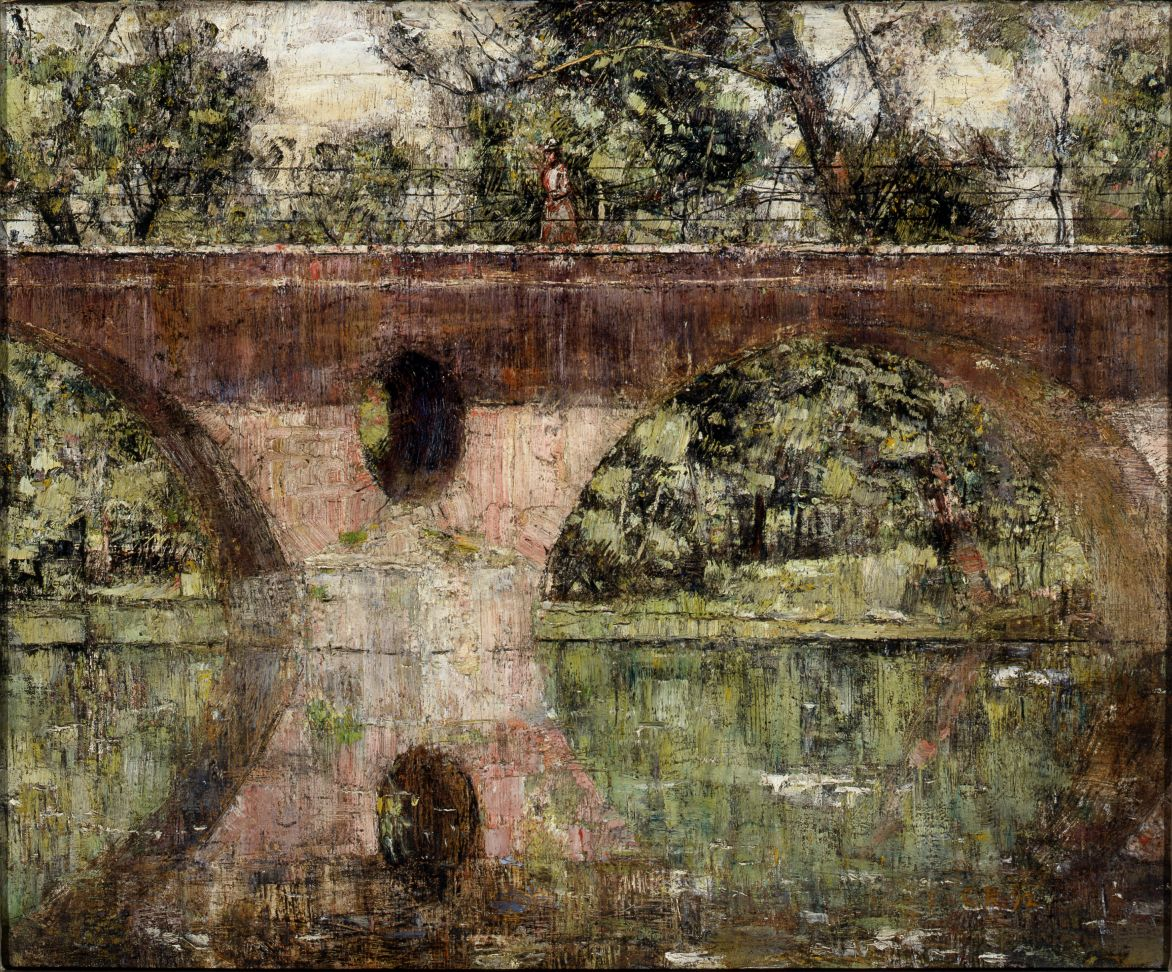
Christian Rohlfs: Ilmbrücke in Weimar
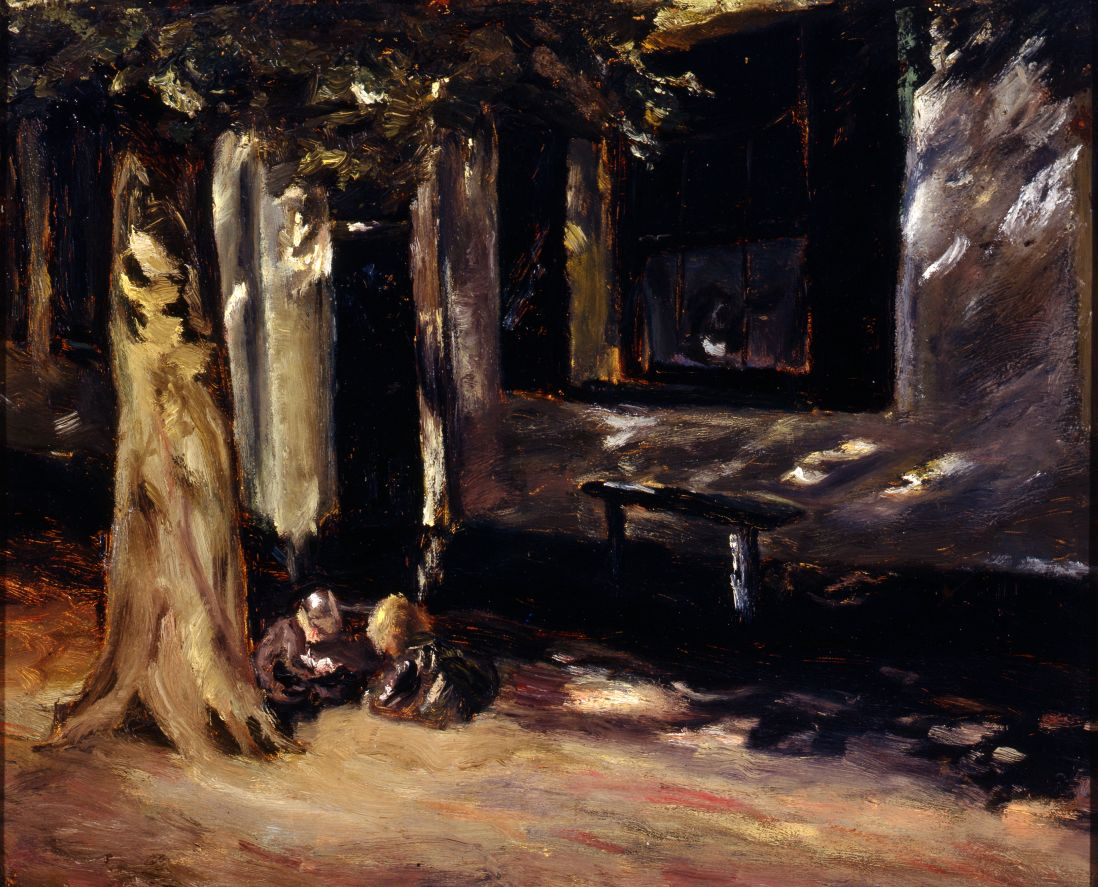
Max Liebermann: Holländisches Bauernhaus mit zwei spielenden Kindern
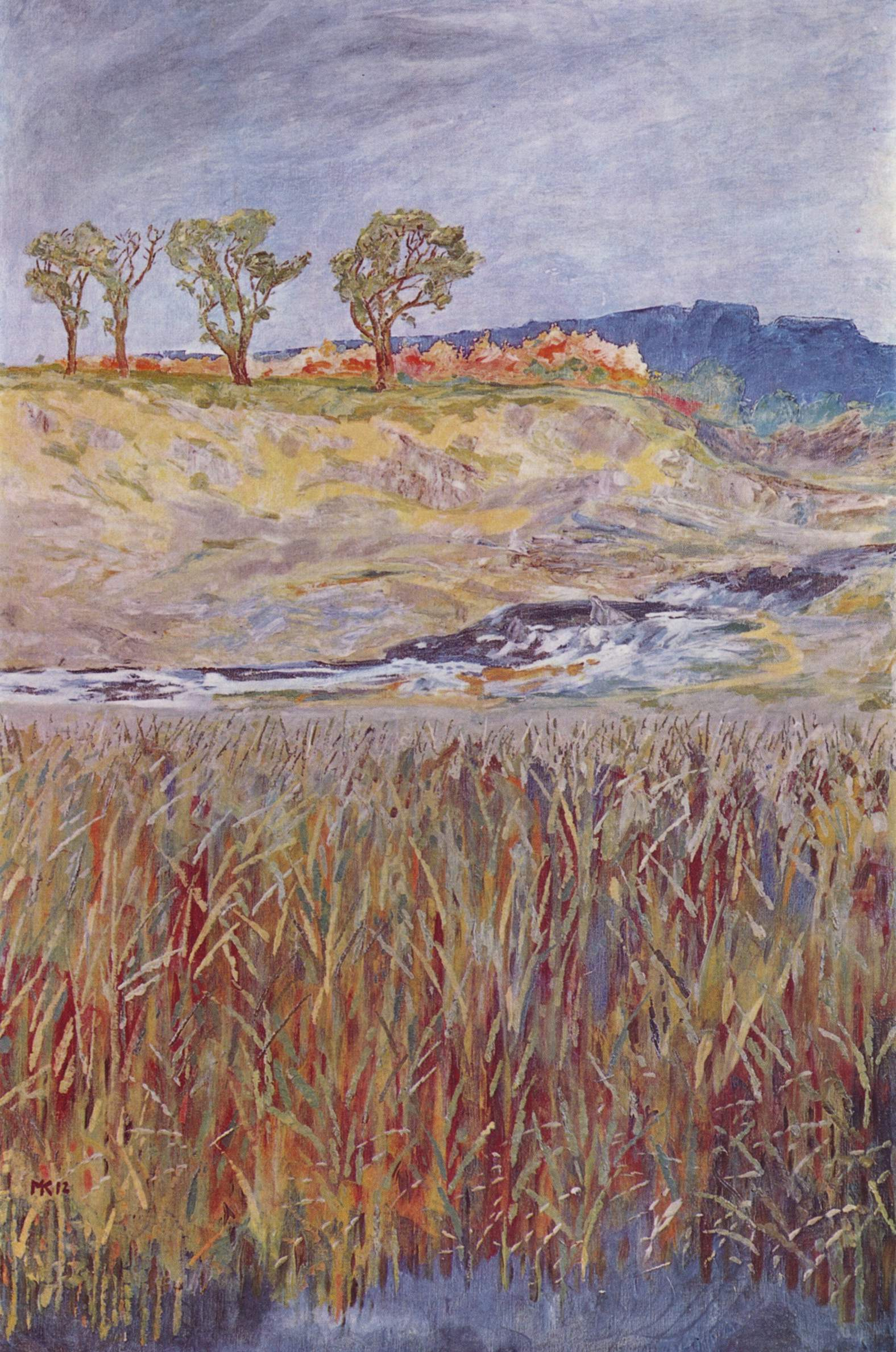
Max Klinger: Landschaft an der Unstrut

### Überblickspublikationen
- Hanns-Conon von der Gabelentz, Helmut Scherf: Das Staatliche Lindenau-Museum. Seine Geschichte und seine Sammlungen. Altenburg 1961.
- Klaus Jena, Ingeborg Titz-Matuszak, Miklos Boskovits: 150 Jahre Lindenau-Museum Altenburg. Lindenau-Museum Altenburg, Altenburg 1998, ISBN 3-86104-032-8.
- Julia M. Nauhaus (Hrsg.): Das Lindenau-Museum Altenburg – ein Führer durch die Sammlungen. Lindenau-Museum Altenburg, Altenburg 2015, ISBN 978-3-86104-103-0.
- Roland Krischke (Hrsg.): Lindenau-Museum Altenburg. 1848–2023, Sandstein Verlag, Dresden 2023, ISBN 978-3-95498-759-7.

### Bestandskataloge
Gemälde
- Robert Oertel: Frühe italienische Malerei in Altenburg. Beschreibender Katalog der Gemälde des 13.-16. Jahrhunderts im Staatlichen Lindenau-Museum. Henschel, Berlin 1961.
- Ruth Gleisberg, Barbara John, Margit Mahn: Frühe italienische Malerei im Lindenau-Museum Altenburg. Seemann, Leipzig 1998, ISBN 3-363-00688-8.
- Sarah Kinzel: Kunst für jedermann. Die Gemäldekopiensammlung Bernhard August von Lindenaus. Lindenau-Museum Altenburg, Altenburg 2015, ISBN 978-3-86104-117-7.

Antikensammlung
- Erwin Bielefeld: Corpus Vasorum Antiquorum Deutschland Band 17–19. 1959–1960.
- Eberhard Paul: Antike Keramik im Lindenau-Museum. Die Sammlungen des Staatlichen Lindenau-Museums Altenburg. Lindenau-Museum Altenburg, Altenburg 1992, ISBN 3-86104-015-8.

Bibliothek
- Klaus Jena: Die Kunstbibliothek Bernhard August von Lindenaus. Katalog. Lindenau-Museum Altenburg, Altenburg 2002, ISBN 978-3-86104-044-6.
- Thomas Matuszak: „… ruhelos und ohne des Schlafes Geschenk“. Katalog der zwischen 1903/04 und 1932 edierten deutschen druckgraphischen Mappenwerke, illustrierten Bücher sowie Zeitschriften mit Originalgraphik im Lindenau-Museum Altenburg; der ursprüngliche Bestand des Lindenau-Museums, die 1994/95 erworbene Sammlung Hoh und die Erwerbungen seit 1995. Lindenau-Museum Altenburg, Leipzig 2000, ISBN 978-3-934967-00-7.

### Ausstellungskataloge (Auswahl)
- Roland Krischke (Hrsg.): Feuer und Farbe - Gemälde und Grafiken von Walter Jacob. Ausst.-Kat. Lindenau-Museum Altenburg, Altenburg 2024, ISBN 978-3-96912-199-3.
- Roland Krischke (Hrsg.): Asta Gröting. Das Wesen von x – Gerhard-Altenbourg-Preis 2023. Ausst.-Kat., Lindenau-Museum Altenburg, Altenburg 2023, ISBN 978-3-95905-785-1.
- Roland Krischke (Hrsg.): Kirchner, Pechstein, Werefkin – Meisterwerke aus der Sammlung Peltzer. Ausst.-Kat., Lindenau-Museum Altenburg, Altenburg 2023, ISBN 978-3-86104-095-8.
- Roland Krischke (Hrsg.): Ruth Wolf-Rehfeldt - Gerhard-Altenbourg-Preis 2021. Ausst.Kat., Lindenau-Museum Altenburg, Altenburg 2021, ISBN 978-3-95498-619-4.
- Roland Krischke (Hrsg.): herman de vries - all all all. werke 1957-2019. Gerhard-Altenbourg-Preis 2019. Ausst.-Kat., Lindenau-Museum Altenburg, Altenburg 2019, ISBN 978-3-42298-125-6.
- Roland Krischke (Hrsg.): Das Bauhaus - Grafische Meisterwerke von Klee bis Kandinsky. Ausst.-Kat., Lindenau-Museum Altenburg, Dresden 2019, ISBN 978-3-95498-460-2.
- Roland Krischke (Hrsg.): Gerhard Kurt Müller. Maler / Bildhauer / Zeichner. Ausstellungskatalog Lindenau-Museum Altenburg, Altenburg 2018, ISBN 978-3-86104-148-1.
- Roland Krischke (Hrsg.): Vier Winde. Pia Fries. Gerhard-Altenbourg-Preis 2017. Ausst.-Kat., Lindenau-Museum Altenburg, Altenburg 2017, ISBN 978-3-86104-146-7.
- Roland Krischke (Hrsg.): Bella Italia. Das Museum Haus Cajeth Heidelberg zu Gast im Lindenau-Museum. Ausst.-Kat., Lindenau-Museum Altenburg, Altenburg 2017, ISBN 978-3-86104-137-5.
- Roland Krischke (Hrsg.): Altenbourg in Altenburg. Die Stiftung Gerhard Altenbourg. Ausst.-Kat., Lindenau-Museum Altenburg, Altenburg 2016, ISBN 978-3-86104-132-0.
- Julia M. Nauhaus (Hrsg.): Ägypten in Altenburg. Ägyptomanie im 19. Jahrhundert – Unbekannte Schätze aus den Sammlungen. Ausst.-Kat., Lindenau-Museum Altenburg, Altenburg 2014, ISBN 978-3-86104-116-0.
- Julia M. Nauhaus (Hrsg.): Asien in Altenburg. Bernhard August von Lindenaus "chinesische Schätze". Ausst.-Kat., Lindenau-Museum Altenburg, Altenburg 2014, ISBN 978-3-86104-107-8.
- Ulrich Sinn: Dionysos. Gott des Weines - Hüter des Weines. Ausst.-Kat., Lindenau-Museum Altenburg, Altenburg 2013, ISBN 978-3-86104-092-7.
- Jutta Penndorf (Hrsg.): Matthias Hoch, Fotografien/Photographs, mit Texten von Harald Kunde, Thomas Seelig, Sabine Maria Schmidt (dt./engl.). Ausst.-Kat., Lindenau-Museum Altenburg, Kunstverein Heilbronn, Ludwig Forum für Internationale Kunst Aachen u. a., Hatje Cantz Verlag, Ostfildern 2005, ISBN 978-3-7757-1593-5